# Sérgio Manoel
Sérgio Manoel (Santos, 2 maart 1973) is een Braziliaans voormalig voetballer.

## Braziliaans voetbalelftal
Sérgio Manoel debuteerde in 1995 in het Braziliaans nationaal elftal en speelde vier interlands.